# TT27
La tombe thébaine TT 27 est située à El-Assasif, dans la nécropole thébaine, sur la rive ouest du Nil, face à Louxor en Égypte.
C'est la sépulture de Sheshonk, intendant en chef de la divine adoratrice d'Amon, Ânkhnesnéferibrê. Scheshonk vit sous les rois Apriès et Amasis. Il est le fils de Harsiesi et Tahibet. Son père est chambellan de la même adoratrice divine.